# Taha de Marchena
La Taha de Marchena era una de las subdivisiones que formaban el antiguo reino nazarí de Granada, fundada en el siglo XIII y que duró hasta el año 1489, tras las capitulaciones de Almería. Su capital se ubicaba en la población de Marchena, hoy conocida como Santa Cruz de Marchena. Cubría los actuales municipios de Alsodux, Alhabia, Terque, Bentarique, Íllar, Alhama de Almería, Instinción, Rágol, Alicún y Huécija. El 23 de junio de 1497 era toda donada en señorío a don Gutierre de Cárdenas en premio a sus servicios en la Guerra de Granadaconstituyendo el denominado Estado de Marchena.